# Juan Couder
Pour les articles homonymes, voir Couder.
Juan Manuel Couder est un joueur de tennis espagnol, né le 23 octobre 1934 à Valladolid.

## Palmarès
- Masters du Canada : vainqueur en 1962
- San Sebastian : vainqueur 1968 (bat Robert Carmichael 6-2, 5-7, 6-4, 6-3)